# Ctenitis santae-clarae
Ctenitis santae-clarae är en träjonväxtart som först beskrevs av Carl Frederik Albert Christensen, och fick sitt nu gällande namn av Ren-Chang Ching. Ctenitis santae-clarae ingår i släktet Ctenitis och familjen Dryopteridaceae. Inga underarter finns listade.